# AMD Live!

AMD Live! logo

AMD Live! est un label d'AMD, en réponse à Intel et son Viiv : ce label définit le standard du PC de salon intégrant un processeur AMD et les périphériques graphiques et de communication permettant le support de toutes les fonctions multimedia du salon.

## Description de la certification
- Processeur : Athlon X2, Athlon FX-60 ou Opteron
- Socket : AM2
- Graphique : Double GPU de type SLI ou CrossFire
- Disque dur SATA
- Graveur DVD multiformat
- Clavier sans fil
- Télécommande

Le terminal DDREAM est la première "set-up Box", certifiée AMD Live!

## Système concurrent
- Intel Viiv